# Instalacja odbiorcza
Instalacja odbiorcza – część instalacji elektrycznej znajdująca się za układem pomiarowym służąca do rozliczeń między dostawcą a odbiorcą energii elektrycznej, a w razie braku układu pomiarowego - za wyjściowymi zaciskami pierwszego urządzenia zabezpieczającego instalację odbiorczą od strony zasilania. Na początku instalacji odbiorczych umieszczane są rozdzielnice mieszkaniowe, zwane tablicami mieszkaniowymi, w których znajdują się łączniki główne i zabezpieczenia obwodów odbiorczych.
W szczególności w budynkach mieszkalnych wyróżnia się:
- Instalację odbiorczą mieszkaniową, służącą do zasilenia określonego mieszkania,
- Instalacja odbiorcza administracyjna, służąca do zasilania odbiorników użytkowanych wspólnie przez mieszkańców budynku wielorodzinnego.